# 薩迎阿
薩迎阿（1779年—1857年），字湘林，鈕祜祿氏，滿洲鑲黃旗人。清朝將領，善書法。

## 生平
嘉慶六年（1801）由文生員報捐筆帖式，九年（1804）補泰陵禮部筆帖式，十三年（1808）中式舉人。
歷任湖南永州知府、甘肃兰州道、甘肃按察使、河南布政使、哈密辦事大臣、喀喇沙尔办事大臣、盛京工部侍郎、烏什辦事大臣、盛京禮部侍郎、热河都统、伊犁將軍（道光25年11月至30年11月）、正白旗满洲都统、署陜甘總督、西安將軍等職。
咸豐二年（1852），咸豐皇帝聽聞薩迎阿署理陝甘總督期間，其子書紳疑似在當地收受賄賂，派繼任的舒興阿秘密調查。訪得書紳雖無受賄實據，但「為人浮而不實，好為誇張，不知檢束，以致人言藉藉，輿論繁多」，加上薩迎阿在審理雍沙番案時，書紳並無審案之責，卻與司員同坐問供，將其降三級調用。薩迎阿自己則因「未錄取各員供詞，遽行擬罪」，「辦理草率」，降四級留任。
咸豐七年（1857）卒，賜卹，諡恪僖。《清史稿‧列傳一百六十九》卷382有传。
著《心太平室詩鈔》一卷（清道光十三年(1833)刻本）、《新疆龍堆奏議》四卷（1857）（其在伊犁将军任时之奏折汇集）。存世书法作品有行書《舞鶴賦》（長樂黃葆戌題簽）。曾题“弹压山川”四字，榜于甘肃节园拂云楼。

## 家庭
- 世祖阿靈阿巴顏。
- 世祖都陵阿。
- 世祖一等弘毅公額亦都。[5]
- 世祖車爾格，三等阿達哈哈番（轻车都尉）、世袭佐领,《清史稿》卷233有传。
- 太高祖拉哈達，一等輕車都尉，工部尚書、都統。
- 高祖祜德。
- 曾祖柏興，郎中。
- 祖父世襲一等子爵、漕運總督毓奇。原配爱新觉罗氏（父正白旗满洲、散秩大臣宗室增盛）。继配生母瓜爾佳氏（正蓝旗满洲、侍读滿保）。
- 父兵科給事中圖翰。母費莫氏（父镶黄旗满洲、乾隆乙未科進士費莫氏德昌 (乾隆進士)；母高佳氏（父镶黄旗满洲、文华殿大学士高晋））。其：
  - 胞兄吏部笔帖式图沁。其子道光十五年（1825）乙酉顺天乡试举人薩炳阿，妻王氏（侄儿内务府正白旗汉军、清末任驻藏大臣联豫）。子薩明阿。
  - 胞兄銮仪卫治仪正圖敏。
  - 胞兄巴里坤领队大臣图善。其女鈕祜祿氏，嫁宗室有興（胞兄散秩大臣宗室有麟，成都將軍宗室有鳳）。
- 胞姊鈕祜祿氏，嫁鑲藍旗滿洲、烏什辦事大臣伊拉里氏鍾翔（父山東巡撫恭慎公和舜武）。
- 妻索佳氏，其父正红旗满洲、戶部右侍郎、鑲黃旗滿洲副都統、總管內務府大臣額勒布，祖父安徽巡撫、山西巡撫農起。
- 子書齡，書紳。
- 女鈕祜祿氏，嫁正藍旗蒙古、嘉慶己卯聯捷進士博爾濟吉特氏托渾布。
- 女鈕祜祿氏，三繼嫁正黄旗蒙古、嘉慶庚己卯進士勤果公托克托莫特氏明誼。
- 友：瓜尔佳斌良（桂良兄）、富察贵庆。（斌良《抱冲斋诗集》中《赠萨湘林侍郎》，有盛世成三友诗句，谓余暨云溪尚书，云溪乃贵庆尚书字号）

## 延伸阅读
[在维基数据编辑]
 《清史稿·卷382》，出自趙爾巽《清史稿》